# Pulitzer-Preis 2007
Der Pulitzer-Preis 2007 war die 91. Verleihung des US-amerikanischen Literaturpreises. Die Bekanntgabe der Preise erfolgte am 16. April 2007. Die Jury bestand aus 19 Personen unter dem Vorsitz von Paul Steiger. Das „Pulitzer Prize Board“ vergab Preise für Arbeiten, die während des Kalenderjahres 2006 entstanden waren. Bereits im November 2006 hatte das „Pulitzer Prize Board“ angekündigt, dass die Kategorie  Beat Reporting durch die Kategorie Local Reporting ersetzt wird.

## Bereich Journalismus(Journalism)
| Kategorie                                                  | Preisträger                                                                    | Begründung |
| ---------------------------------------------------------- | ------------------------------------------------------------------------------ | --- |
| Aktuelle Berichterstattung (Breaking News Reporting)       | Mitarbeiter von The Oregonian, Portland                                        | Preis verliehen für die gekonnte und anhaltende Berichterstattung über eine in den Bergen von Oregon vermisste Familie, die die tragische Geschichte sowohl in der Print- als auch in der Online-Ausgabe erzählt.                                      |
| Dienst an der Öffentlichkeit (Public Service)              | The Wall Street Journal                                                        | Preis verliehen für seine kreative und umfassende Untersuchung von rückdatierten Aktienoptionen für Führungskräfte, die Untersuchungen, die Entlassung von Spitzenbeamten und weitreichende Veränderungen in amerikanischen Unternehmen ausgelöst hat. |
| Investigativer Journalismus (Investigative Reporting)      | Brett Blackledge von The Birmingham News in Alabama                            | Preis verliehen für die Aufdeckung von Vetternwirtschaft und Korruption im staatlichen zweijährigen College-System, die zur Entlassung des Kanzlers und anderen Korrekturmaßnahmen führte.                                                             |
| Hintergrundberichterstattung (Explanatory Journalism)      | Kenneth R. Weiss, Usha Lee McFarling und Rick Loomis von der Los Angeles Times | Preis verliehen für ihre umfangreichen Berichte über die bedrohten Ozeane der Welt, die in Print- und Online-Medien veröffentlicht werden und die Leser und Behörden zu Reaktionen bewegen.                                                            |
| Lokale Berichterstattung (Local Reporting)                 | Debbie Cenziper von The Miami Herald                                           | Preis verliehen für Berichte über Verschwendung, Vetternwirtschaft und mangelnde Aufsicht bei der Wohnungsbehörde in Miami, die zu Entlassungen, Ermittlungen und strafrechtlichen Verfolgungen führten.                                               |
| Kritik (Criticism)                                         | Jonathan Gold von LA Weekly                                                    | Preis verliehen für seine schwungvollen, breit gefächerten Restaurantkritiken, die die Freude eines gelehrten Essers zum Ausdruck bringen. |
| Karikatur (Editorial Cartooning)                           | Walt Handelsman vom Newsday, Long Island                                       | Preis verliehen für seine nüchternen, ausgefeilten Cartoons und seinen beeindruckenden Einsatz von ulkigen Animationen. |
| Leitartikel (Editorial Writing)                            | Der Redaktionsausschuss der New York Daily News                                | Preis verliehen für seine mitfühlenden und überzeugenden Leitartikel im Namen der Arbeiter von Ground Zero, deren Gesundheitsprobleme von der Stadt und der Nation vernachlässigt wurden.                                                              |
| Kommentar (Commentary)                                     | Cynthia Tucker von The Atlanta Journal-Constitution                            | Preis verliehen für ihre mutigen, klarsichtigen Kolumnen, die von einem ausgeprägten Sinn für Moral und einer überzeugenden Kenntnis der Gesellschaft zeugen.                                                                                          |
| Auslandsberichterstattung (International Reporting)        | Mitarbeiter von The Wall Street Journal                                        | Preis verliehen für seine scharfkantigen Berichte über die negativen Auswirkungen des boomenden Kapitalismus in China, die von Ungleichheit bis hin zu Umweltverschmutzung reichen.                                                                    |
| Berichterstattung im Inland (National Reporting)           | Charlie Savage von The Boston Globe                                            | Preis verliehen für seine Enthüllungen, dass Präsident Bush häufig „Signing Statements“ verwendet, um sein umstrittenes Recht geltend zu machen, die Bestimmungen neuer Gesetze zu umgehen.                                                            |
| Feature Writing (Feature Writing)                          | Andrea Elliott von The New York Times                                          | Preis verliehen für ihr intimes, reich strukturiertes Porträt eines eingewanderten Imams, der versucht, seinen Weg zu finden und seinen Gläubigen in Amerika zu dienen.                                                                                |
| Aktuelle Fotoberichterstattung (Breaking News Photography) | Oded Balilty von The Associated Press                                          | Preis verliehen für sein eindrucksvolles Foto einer einsamen jüdischen Frau, die sich den israelischen Sicherheitskräften widersetzt, als diese illegale Siedler im Westjordanland entfernen.                                                          |
| Feature-Fotoberichterstattung (Feature Photography)        | Renée C. Byer von The Sacramento Bee, Kalifornien                              | Preis verliehen für ihre intime Darstellung einer alleinerziehenden Mutter und ihres kleinen Sohnes, der seinen Kampf gegen den Krebs verliert. |

## Bereich Literatur, Theater und Musik(Books, Drama & Music)
| Kategorie                                                   | Preisträger                                                                                         |
| ----------------------------------------------------------- | --------------------------------------------------------------------------------------------------- |
| Geschichte (History)                                        | The Race Beat von Gene Roberts und Hank Klibanoff (Alfred A. Knopf)                                 |
| Belletristik (Fiction)                                      | The Road (deutscher Titel: Die Straße) von Cormac McCarthy (Alfred A. Knopf)                        |
| Sachbuch (General Nonfiction)                               | The Looming Tower (deutscher Titel: Der Tod wird euch finden) von Lawrence Wright (Alfred A. Knopf) |
| Musik (Music)                                               | Sound Grammar von Ornette Coleman                                                                   |
| Dichtung (Poetry)                                           | Native Guard von Natasha Trethewey (Houghton Mifflin)                                               |
| Theater (Drama)                                             | Rabbit Hole von David Lindsay-Abaire (TCG)                                                          |
| Biographie oder Autobiographie (Biography or Autobiography) | The Most Famous Man in America von Debby Applegate (Doubleday)                                      |

## Sonderpreise (Special Citations)
| Kategorie | Preisträger   | Begründung |
| --------- | ------------- | --- |
| Literatur | Ray Bradbury  | für seine herausragende, produktive und sehr einflussreiche Karriere als unvergleichlicher Autor von Science Fiction und Fantasy.       |
| Musik     | John Coltrane | für seine meisterhafte Improvisation, sein überragendes musikalisches Können und seine ikonische Bedeutung für die Geschichte des Jazz. |